# Topobea adscendens
Topobea adscendens är en tvåhjärtbladig växtart som beskrevs av E.Cotton och Matezki. Topobea adscendens ingår i släktet Topobea och familjen Melastomataceae.
Artens utbredningsområde är Ecuador. Inga underarter finns listade i Catalogue of Life.